# Superestado
Superestado é um termo usado para definir um estado grande e poderoso formado a partir da união de vários estados menores. Se distingue do conceito de superpotência, embora ocasionalmente coincidam. Também se distingue do conceito de império, onde uma nação domina outras nações através do poder militar, político e econômico.

## Uso
No início do século XX, o termo "superestado" possuía uma definição semelhante às organizações supranacionais de hoje. Em um artigo de 1927 de Edward A. Harriman sobre a Liga das Nações, um superestado era definido meramente como "uma organização, da qual um estado é membro, que é superior ao próprio membro", em que "[um] superestado completo dispõe de órgãos legislativos, executivos e judiciários para criar, executar e interpretar suas leis”. De acordo com essa definição, Harriman via a Liga das Nações como um "superestado rudimentar" e os Estados Unidos da América como "um exemplo de um superestado completo e perfeito".
Em World Order of Bahá'u'lláh, publicado pela primeira vez em 1938, Shoghi Effendi, guardião da fé Bahá'í, descreveu o governo mundial antecipado dessa religião como o "futuro superestado do mundo" com a Fé Bahá'í como a "religião de uma potência independente e soberana."
Na década de 1970, a literatura acadêmica usou o termo "superestado" para indicar um estado particularmente rico e poderoso, de forma semelhante a uma superpotência.
No debate político contemporâneo, tomando por exemplo a União Europeia, o termo "superestado" é usado para indicar um suposto estágio em que a União evoluiria de seu atual status de facto como uma confederação para se tornar uma federação em pleno direito, conhecida como Estados Unidos da Europa. Glyn Morgan, por exemplo, contrasta a perspectiva de um "superestado europeu" com a de "uma Europa de estados-nação" e a de "uma política europeia pós-soberana". Em sua definição, um "superestado europeu nada mais é do que um estado soberano - um tipo testado e comprovado de política que predomina no mundo moderno - operando em larga escala europeia", ou seja, "um estado europeu unitário". Especialmente após a crise da dívida europeia, a literatura econômica passou a discutir o papel da união europeia como superestado europeu. Em particular, eles compararam o surgimento de uma união das dívidas com a estrutura federal da Alemanha.
O termo foi notoriamente usado por Margaret Thatcher em seu discurso de 1988 em Bruges, quando denunciou a perspectiva de "um superestado europeu exercendo um novo domínio a partir de Bruxelas", e desde então entrou no léxico eurocético. Tony Blair argumentou em 2000 que saudava a UE como uma "superpotência, não um superestado".